# Blaine Harden
Blaine Harden (né en 1952) est un journaliste et écrivain américain. Son livre Rescapé du Camp 14, paru en 2012, est la biographie officielle du transfuge nord-coréen Shin Dong-hyuk.

## Journalisme
Blaine a travaillé pendant 28 ans comme correspondant pour le Washington Post en Afrique, Europe de l'Est et Asie, ainsi qu'à New York et Seattle. Blaine a travaillé pendant 4 ans comme correspondant local et national pour le New York Times et comme écrivain pour le Times Magazine. Il a également travaillé comme reporter pour Frontline, The Economist, Foreign Policy, National Geographic et The Guardian.

## Livres
Le premier livre de Blaine sort en 1990 et s'intitule Africa: Dispatches from a Fragile Continent.
Son deuxième livre, sorti en 1996, s'intitule A River Lost et traite de la construction de barrages sur le Columbia et de ses conséquences écologiques. Blaine et son livre apparaissent dans l'émission American Experience pour l'épisode Grand Coulee Dam, consacré au barrage de Grand Coulee,,.
Son troisième livre paraît en 2012 et s'intitule Rescapé du Camp 14. Il s'agit de la biographie officielle du rescapé nord-coréen Shin Dong-hyuk,,. En janvier 2015, Harden annonce que Shin a admis avoir menti sur le moment et le lieu des évènements de sa vie, et qu'il est en train de réviser le livre.
Le quatrième livre de Blaine, The Great Leader and the Fighter Pilot, est sorti en mars 2015. Il s'agit d'une double biographie : d'un côté, celle de Kim Il-sung, fondateur de la Corée du Nord, et de l'autre, celle de No Kum-sok, un transfuge ayant volé un MiG-15 pour le poser en Corée du Sud.

## Œuvres

### En anglais
- 1990 : Africa: Dispatches from a Fragile Continent
- 1996 : A River Lost: The Life and Death of the Columbia
- 2012 : Escape from Camp 14: One Man's Remarkable Odyssey from North Korea to Freedom in the West
- 2015 : The Great Leader and the Fighter Pilot: The True Story of the Tyrant Who Created North Korea and The Young Lieutenant Who Stole His Way to Freedom

### En français
- Rescapé du Camp 14 : De l'enfer nord-coréen à la liberté [« Escape from Camp 14: One Man's Remarkable Odyssey from North Korea to Freedom in the West »]  (trad. de l'anglais par Dominique Letellier), Paris, Éditions Belfond, 2012, 288 p. (ISBN 978-2-7144-4968-9)

## Récompenses
- 1985 : Livingston Awards for Young Journalists dans la catégorie International Reporting, pour "Notes of a Famine Watcher" (série), Washington Post[12].
- 1988 : American Society of News Editors Awards[13].
- 1992 : National Journalism Awards, Human Interest Writing Ernie Pyle Award, pour avoir couvert le siège de Sarajevo durant la guerre de Bosnie[14].
- 2012 : Grand Prix de la Biographie Politique, pour Rescapé du Camp 14[15].
- 2013 : Dayton Literary Peace Prize, finaliste pour Rescapé du Camp 14[16].